# Хупер, Нелли
Нелли Хупер (англ. Nellee Hooper; род. 15 марта 1963, Бристоль, Англия, Великобритания) — английский продюсер, автор песен и звукорежиссёр. Начал музыкальную карьеру в конце 1980-х гг. как диджей в составе группы The Wild Bunch, которая позже была переформирована в коллектив Massive Attack. После выступал, как продюсер записей таких известных артистов, как Бьорк, Шинейд О’Коннор, Sade, Джанет Джексон и др.
Хупер является продюсером шести альбомов, которые были удостоены «Грэмми». В 1995 году получил награду Brit Awards в категории «Лучший продюсер» за альбомы Protection группы Massive Attack, Post Бьорк и Bedtime Stories Мадонны.

## Биография
Между 1989 и 1992 гг. Хупер спродюсировал два альбома Soul II Soul Club Classics Vol. I, альбом Massive Attack Blue Lines и Debut Бьорк, получившие признание музыкальных критиков. В 1995 году журнал Mixmag назвал их 31-м, 1-м и 3-м лучшими танцевальными альбомами в истории, соответственно.
В 1998 году выиграл награду BAFTA за саундтрек к фильму База Лурмана «Ромео + Джульетта».